# فلبية
الفُلبيَة  هو جنس واسع الانتشار من النباتات في الفصيلة النحيلية مهده العديد من البلدان حول العالم ومتجنس في العديد من الدول التي لا ينتمي إليها. هو الأكثر شيوعًا في المناطق المعتدلة.